# Hjertelungeorm
Hjertelungeorm er en fælles betegnelse for to parasitiske rundorme som begge snylter på hunde og andre beslægtede rovdyr.
Det drejer sig om fransk hjerteorm (Angiostrongylus vasorum) og rævens lungeorm (Crenosoma vulpis), hvoraf især fransk hjerteorm kan være farlig og nogle gange dødelig for hunde. På trods af det fælles navn for de to arter, er det vigtigt at vide hvilken af dem som har inficeret en hund, da behandlingen af hunden er forskellig for de to arter.